# Газпром трансгаз Москва
ООО «Газпром трансгаз Москва» — газотранспортное предприятие, входящее в структуру ПАО «Газпром» (до марта 2008 года — ООО «Мострансгаз»). Полное наименование — общество с ограниченной ответственностью «Газпром трансгаз Москва». Штаб-квартира располагается в Москве по адресу ул. Намёткина, д. 16.
Регион деятельности — Европейская часть России.
ООО «Газпром трансгаз Москва» полностью принадлежит ПАО «Газпром». Генеральный директор компании — А. В. Бабаков.

## История
ООО «Газпром трансгаз Москва» — старейшее газотранспортное предприятие России. 11 июля 1946 года вступил в эксплуатацию первый в СССР магистральный газопровод «Саратов — Москва», соединивший Москву с саратовскими газовыми месторождениями. 25 июля 1946 года дирекция строящегося газопровода была реорганизована в Управление эксплуатации газопровода Саратов-Москва. Эта дата считается днём рождения ООО «Мострансгаз» (с марта 2008 года — ООО «Газпром трансгаз Москва»).
843-км газовая магистраль диаметром 325 мм с рабочим давлением 55 атмосфер радикально улучшила тяжелейшее положение с энергообеспечением Москвы, зависевшим от поставок значительного количества дров, угля, керосина и мазута. Газопровод стал вторым подобным объектом в мире (первый магистральный газопровод был построен в 1943 году в американском штате Теннесси). Оборудование для компрессорных станций поступило из США в рамках ленд-лиза.
В 1956 году, с завершением строительства первой нитки магистрального газопровода «Ставрополь — Москва», началось создание Единой системы газоснабжения России (ЕСГ). К середине 1950-х годов в систему Управления эксплуатации газопровода «Саратов — Москва», много лет спустя преобразованного в «Мострансгаз», уже входили такие магистральные линии, как «Дашава — Киев — Брянск — Москва», «Тула — Москва» и «Ставрополь — Москва» (I нитка).
В 1960-е — 1970-е годы были построены «Кольцевой газопровод г. Москвы» (КГГМ), «Кольцевой газопровод Московской области» (КГМО), газопроводы «Северный Кавказ — Центр», «Средняя Азия — Центр», «Оренбург — Александров Гай — Новопсков», заработали Калужское и Щёлковское подземные хранилища газа (ПХГ). В 1966 году за большие производственные успехи предприятие было награждено орденом Ленина — высшей наградой СССР.
На 1980-е годы пришёлся пик развития газотранспортной системы. При активном участии ООО «Мострансгаз» за период с 1981 по 1985 годы были созданы шесть крупнейших магистралей системы «Уренгой — Центр».
В ходе реформирования ОАО «Газпром» в начале 2005 года из состава ООО «Мострансгаз» были выделены сети низкого давления, которые перешли на баланс ООО «Межрегионгаз». Персонал ремонтных служб был передан в специализированную компанию ООО «Центрэнергогаз».
К концу 2007 года четыре ПХГ: Щёлковское, Калужское, Касимовское и Увязовское, построенные по уникальной технологии в водоносных пластах, — были переданы в ведение предприятия ООО «Газпром ПХГ».
Начиная с 2008 года «Газпром трансгаз Москва» занимается исключительно транспортировкой газа.
В декабре 2016 г. в п. Газопровод открыт корпоративный Музей магистрального транспорта газа ООО «Газпром трансгаз Москва».

## Современность
В настоящее время ООО «Газпром трансгаз Москва» — крупнейшее газотранспортное подразделение ПАО «Газпром», одно из важнейших звеньев Единой системы газоснабжения России, обеспечивающее поставки природного газа потребителям 14 субъектов Европейской части РФ (Москвы, Белгородской, Брянской, Владимирской, Воронежской, Калужской, Курской, Липецкой, Московской, Орловской, Рязанской, Тамбовской, Тверской, Тульской областей), в которых проживает четверть населения России, а также транзит в страны ближнего и дальнего зарубежья. Крупнейшими потребителями газа являются Москва и Московская область. В зоне Московского промышленного узла сосредоточена разветвлённая система транспортировки и распределения газа, характеризующаяся особыми условиями эксплуатации, связанными с высокой плотностью застройки.
В состав ООО «Газпром трансгаз Москва» входят 17 газотранспортных филиалов, а также еще 7 вспомогательных филиалов, обеспечивающих строительство, капитальный ремонт, реконструкцию и модернизацию объектов и оборудования магистральных газопроводов и другие виды их жизнедеятельности.
Предприятие эксплуатирует магистральные газопроводы диаметра 700—1420 мм общей протяжённостью более 21 тыс. км, что составляет 15 % от общей протяжённости магистральных газопроводов ПАО «Газпром». Природный газ подаётся через 720 газораспределительные станции (20 % численности газораспределительных станций «Газпрома») в 400 городов и тысячи сельских населённых пунктов. В эксплуатации находятся 278 газоперекачивающих агрегатов в 48 компрессорных цехах с суммарной установленной мощностью около 2986 МВт. Общий объём транспортируемого предприятием газа составляет около 170 млрд м³ в год.
Основные трассы газопроводов, эксплуатируемых ООО «Газпром трансгаз Москва»: «Уренгой — Ужгород», «Средняя Азия — Центр», «Северный Кавказ — Центр», «Ямбург — Тула-2», «Кольцевой газопровод Московской области» (КГМО), «Тула — Торжок», «Петровск — Елец», «Елец — Курск — Киев», «Елец — Курск — Диканька», «Тула — Шостка — Киев», «Шебелинка — Белгород — Курск — Брянск», «Горький — Центр».